# Арабский Союз
Арабский Союз (араб. التحالف العربي‎, англ. Arab Alliance) — военно-политическая организация арабских стран, организованная в преддверии Суэцкого кризиса в 1955—1956 гг. по инициативе Президента Египта Гамаля Абдель Насера в противовес Организации Багдадского пакта.

## Члены
В состав союза на правах полноценных членов к июлю 1956 года входили следующие страны:
- Египет
- Иордания
- Йемен
- Саудовская Аравия
- Сирия

## Миссия
Союз формировался для обеспечения военной безопасности вошедших в него стран от британской, французской, израильской и иной внешней военной угрозы.

## Структура
Союз имел объединённое командование и верховного главнокомандующего в лице Г. А. Насера. Каждая из стран-участниц предоставляла свои вооружённые силы в распоряжение объединённого командования союза.

## История
Подготовка к образованию военного союза началась в Египте в 1954 году. Словосочетание «Арабский Союз» (как название уже существующей организации, а не абстрактное словосочетание) стало появляться на страницах центрального печатного издания египетского правительства с 1954 года (в частности, его употребил в своём воззвании Министр национальной ориентации Салах Салем).
Костяк союза составляли Египет и Сирия, создавшие военный союз вместе с Саудовской Аравией в конце 1955 года. Тогда же удалось заручиться поддержкой Йемена. Иордания, декларируя свой статус союзника указанных государств, в военном плане занимала нейтральную позицию и вовлечь её в военный союз удалось лишь к началу июля 1956 года.
Фактически, Союз как военная организация не сыграл решающей роли в тогдашних событиях и прекратил своё существование, хотя формального решения о роспуске не принималось. Более того, Ирак, до того являвшийся противником Арабского Союза, в 1957 году вышел из Багдадского пакта и присоединился к Договору арабской солидарности, но решающей роли на ход событий это так же не возымело.